# Монтис Кларос
Монтис Кларус е град в щата Минас Жерайс, Бразилия. Населението му е 412 284 жители (прибл. оценка 2010 г.), а общинската площ 3470 кв. км. Става общински център през 1831 г., а получава статут на град през 1857 г. Намира се на 418 км от столицата на щата, град Белу Оризонти. Средната годишна температура е 24,2 °C. Историята на града започва, когато авантюристи тръгват насевер от крайбрежието в търсене на злато и диаманти в речните корита.